# Estado de Ngaraard
Ngaraard es el octavo estado de la República de Palaos. Se encuentra al norte de Babeldaob a lado del estado de Ngarchelong, tiene una extensión de 36 km² y una población de 581 habitantes (en 2005).
Posee muchos recursos naturales, tales como bosques y agua dulce. El paisaje es en su mayor parte montañoso, con playas de arena en Desbedal y manglares en Keiukel. 
La población de Ngaraard ha cambiado bastante. En 1990 la población era de 440 personas y en 1996 bajó hasta 360. En 2000, creció hasta 638. Tiene cinco villas: Chol, Elab, Ngebuked, Ngkeklau y Ulimang, capital del estado. 

## Historia
La historia de Ngaraard puede dividirse en cuatro épocas correspondientes a la dominación española, alemana y japonesa hasta la Segunda Guerra Mundial.

### Colonización española
Durante la época española, entre el siglo XVI y 1899, un sacerdote llamado Padre Luis vivió en Elab enseñando el cristianismo. Sin embargo, los habitantes de Ngaraard no aceptaban el cristianismo, por lo que se dirigió a Melekeok, al jefe Reklai, pero allí tampoco lo aceptaba nadie, por lo que se marchó a Ngchesar. De camino a Ngchesar, se perdió y cayó enfermo. El jefe Reklai se enteró de la existencia del padre Luis y envió gente a buscarlo. Encontraron al padre Luis muy enfermo, y los melekeokianos lo cuidaron hasta que murió. Fue enterrado en cruz, a diferencia de todos los demás en el cementerio de Uudes.

### Posesión alemana
Durante la época alemana, los alemanes promulgaron leyes según las cuales los palauanos debían trabajar para cultivar diversas plantas, y los que se negaran serían enviados a Ngebuked para ser encarcelados. Esta es una de las razones que explican la gran cantidad de cocos que hay en Palaos. Los alemanes también prohibieron el matrimonio y cualquier religión que no fuera la católica[cita requerida] Algunos habitantes de Ngaraard se trasladaron a Angaur para trabajar en las minas de fosfato. Más tarde, los médicos de Angaur viajaron a Ngebuked a causa de un brote de lepra, enviando a los enfermos a Melekeok para su curación. El brote de lepra provocó la muerte de muchos palauanos.

### Posesión japonesa
Durante la época japonesa, había una escuela japonesa en Ulimang, Ngaraard, que ofrecía educación primaria de primer, segundo y tercer grado. Los alumnos de la escuela procedían de Ngardmau, Ngerchelong, Kayangel y Ngaraard. Todas las mañanas los alumnos tenían asamblea y se inclinaban ante los japoneses en señal de respeto y lealtad al emperador japonés. Los estudiantes que ignoraban sus lecciones eran castigados con permanecer todo el día al aire libre mirando al sol, o eran obligados a cargar cubos de agua subiendo y bajando escaleras durante horas.
Ngaraard tenía dos tiendas, la primera vendía dulces y material de vestir. La tienda de Nanboyeki compraba cocos de todas las islas. La gente que no tenía dinero podía cambiar los cocos por ropa. Muchos habitantes de Ngaraard iban a trabajar a Angaur en la extracción de fosfato; otros iban a Ngardmau a trabajar en la bauxita y algunos iban a trabajar a Nanboyeki. También había sacerdotes españoles en Koror que viajaban a las islas propagando el cristianismo. Cuando comenzó la Primera Guerra Mundial en Palaos, la gente de Ngerchelong y Peleliu llegó a Ngaraard, donde Taro Matsuda, el hermano menor de Maderangebuked, encontró familias para acogerlos.

### Segunda Guerra Mundial
Cuando comenzó la Segunda Guerra Mundial, la mayoría de la gente huyó a las selvas de Ngebuked. La gente que quería ir a la plantación de taro o a pescar necesitaba el permiso de los soldados japoneses. Cuando terminaban de trabajar en la plantación de taro o de pescar, tenían que presentarse ante los soldados japoneses para informarles de que habían terminado. Cuando empezaron los ataques estadounidenses, los habitantes de Ngaraard estaban aterrorizados porque ninguno había visto aviones antes. Los llamaban "pájaro grande con fuego" (Meklou el kiued el ngarngii ngau el tuobed a ngerel). Durante ese tiempo, la comida escaseaba porque los japoneses no dejaban de quitarles alimentos a los palauanos. La gente de Ngaraard salía por la noche a buscar comida porque los aviones americanos no venían, pero tenían que tener cuidado porque si los soldados japoneses los veían los mataban.
Los japoneses recibieron la orden de recoger a los palauanos y matarlos. Los soldados japoneses se reunieron con los jefes de Palaos para discutir dónde alojar a los habitantes de Peleliu, porque planeaban hacer de Peleliu su base militar. Ninguno de los jefes deseaba alojar a los habitantes de Peleliu. Maderangebuked se ofreció a acoger a la gente de Peleliu, ya que Ngaraard tenía grandes parcelas de taro y granjas para producir alimentos. Por eso el pueblo Ngaraard y el pueblo Peleliu tienen una amistad especial.
Hay una piedra Odesangel, este es un antiguo nombre de Peleliu que se encuentra junto a Bai ra Ngaruau. Los habitantes de Peleliu que estaban en Ngebuked durante la guerra tallaron el Odesangel Bad. Tallaron la piedra como recuerdo del momento en que salieron de su escondite. "Odesangel Bad, 1945 28/9" está tallado en la piedra, mostrando que la gente de Peleliu y los de Ngebuked y otros que estaban escondidos en la selva salieron de su escondite el 28 de septiembre de 1945.

## Política y Gobierno
El estado de Ngaraard, con una población inferior a 450 habitantes, tiene un jefe ejecutivo elegido, gobernador. El estado también tiene una legislatura elegida cada cuatro años. La población del estado elige a uno de los miembros de la Cámara de Delegados de Palaos.

## Economía
Ngaraard tiene muchos recursos naturales, principalmente bosques y agua. El paisaje es mayoritariamente de bosques montañosos, playas de arena en Desbedall y manglares en el lado de Keiukel. En las tierras de Ngaraard hay muchos seres vivos, como murciélagos frugívoros, palomas, estorninos, cerdos, cangrejos de los manglares, cangrejos de tierra, conchas de cono (rechiil), camarones en el arroyo, serpientes de banda (mengernger), serpientes acuáticas (kemaiirs), perros y gatos. También hay muchas variedades de insectos, como mosquitos, avispas, abejas, kerdard y muchos más.
Uno de los cultivos famosos de Ngaraard es el taro y su receta, que utiliza hojas de taro, leche de coco y cangrejo de tierra, se llama demok. Otros cultivos de Ngaraard son: la col de los pantanos (kangkum), la tapioca (diokang), el boniato (chemutii), el taro gigante de los pantanos (brak), el plátano, el calamondín (kingkang), las frutas del pan, el ysaol, el árbol amra (titimel), la planta Eugenia (chedebsachel), la manzana de cera (rebotel), el betelnut y la hoja de pimienta (kebui). Ngaraard tiene un suelo rico y muchos cultivos, pero sólo unas pocas hortalizas.

## Educación
El Ministerio de Educación gestiona las escuelas públicas.
La escuela primaria de Ngaraard se creó después de la Segunda Guerra Mundial, hacia 1947, utilizando un edificio escolar inaugurado durante el mandato japonés en el Pacífico Sur. Además de Ngaraard, atendía a Kayangel, Ngarchelong y Ngiwal.
La Escuela Secundaria de Palau, en Koror, es la única escuela secundaria pública del país, por lo que los niños de esta comunidad acuden a ella.

## Bandera
Ngaraard ha cambiado recientemente su bandera. Está formada por una estrella de color amarillo dorado sobre un campo de color azul celeste intenso. Detrás de la estrella, tiene una franja roja desde la esquina inferior izquierda hasta la superior derecha de la bandera. La estrella representa la unidad del Estado de Ngaraard, y los cinco dedos de la estrella representan los cinco condados o aldeas de Ngaraard. La franja de la bandera muestra que el estado tiene tanto la costa oriental como la occidental del norte de Babeldaob y se esfuerza por alcanzar el éxito. El fondo azul simboliza el azul del cielo y del océano que rodea al Estado de Ngaraard.